# ELTE Гуманитарный Факультет
Факультет гуманитарных наук (ELTE) является старейшим факультетом Университета Этвеша Лоранда в Будапеште, Венгрия. Он был основан кардиналом-архиепископом Эстергомским принцем примасом Венгрии Петером Пазмани в 1635 году.

## Институты
Факультет гуманитарных наук состоит из 16 институтов.
| институт                                            | Департаменты |
| --------------------------------------------------- | --- |
| Школа английских и американских исследований        | Департамент американских исследований Департамент английских исследований Кафедра английской прикладной лингвистики Кафедра английского языкознания Кафедра педагогики английского языка |
| Институт философии                                  | Кафедра общей философии Кафедра логики Кафедра древней и средневековой философии Кафедра современной и современной философии |
| Институт германских исследований                    | Департамент нидерландских исследований Кафедра немецкого языкознания Кафедра преподавания языков и педагогики иностранных языков Кафедра немецкой литературы Кафедра скандинавских языков и литератур |
| Институт библиотеки и информатики                   | Департамент библиотечного дела Департамент информатики |
| Институт венгерской литературы и культурологии      | Кафедра современной венгерской литературы Кафедра сравнительного литературоведения и культурологии Кафедра ранней венгерской литературы Кафедра классической венгерской литературы |
| Институт венгерской лингвистики и финно-угроведения | Кафедра прикладной лингвистики и фонетики Кафедра финно-угроведения Кафедра венгерской исторической лингвистики, социолингвистики и диалектологии Кафедра современного венгерского языкознания |
| Институт теории искусства и медиа исследований      | Департамент эстетики Департамент киноведения Департамент СМИ и коммуникаций |
| Институт Искусств, Коммуникации и Музыки            | Кафедра музыкальной интерпретации Департамент музыкальной культуры |
| Институт истории искусств                           | Кафедра искусства средневековья, ренессанса и барокко Кафедра современного искусства |
| Институт этнографии и фольклора                     | Кафедра фольклора Кафедра материальной этнографии |
| Институт языкового посредничества                   | Кафедра письменного и устного перевода Кафедра венгерского языка как иностранного |
| Институт древних и классических исследований        | Кафедра ассириологии и иврита Кафедра египтологии Греческий отдел Латинский отдел Кафедра религиоведения |
| Институт востоковедения                             | Департамент индийских исследований Отдел исследований индоевропейской лингвистики Индологический и индоевропейский лингвистический сборник Департамент иранских исследований Кафедра семитских и арабских исследований Кафедра тюркологии |
| Институт археологических наук                       | Кафедра археометрии и археологической методологии Кафедра венгерской средневековой и ранней современной археологии Кафедра классической и римской провинциальной археологии Кафедра доисторической и протоисторической археологии |
| Институт романских исследований                     | Кафедра французского языка и литературы Библиотека отдела французского языка и литературы Кафедра итальянского языка и литературы Библиотека отдела итальянского языка и литературы Кафедра португальского языка и литературы Библиотека отдела португальского языка и литературы Кафедра румынской филологии Библиотека отдела румынской филологии Кафедра испанского языка и литературы                                                         |
| Институт славянской и балтийской филологии          | Кафедра польских исследований Кафедра русского языка и литературы Кафедра славистики Кафедра украиноведения |
| Институт восточноазиатских исследований             | Кафедра буддологии и тибетологии Кафедра японоведения Кафедра китаеведения Кафедра корееведения Кафедра монголоведения и внутренних азиатских исследований |
| Институт исторических исследований                  | Ателье Кафедра междисциплинарной истории Департамент цифровых гуманитарных наук Кафедра экономической и социальной истории Кафедра истории Восточной и Центральной Европы и исторической русистики Кафедра ранней современной истории Кафедра средневековой истории Кафедра истории культуры Кафедра древней истории Кафедра вспомогательных исследований истории Кафедра новой и новейшей истории Кафедра современной и новейшей истории Венгрии |

## Организация
Текущее руководство состоит из 1 декана и 4 заместителей декана.

### Руководство факультета
| Заголовок   | Имя                                                   |
| ----------- | ----------------------------------------------------- |
| Декан       | Давид Бартус                                          |
| Вице-деканы | Ильдико Хорн Кристина Хорват Юдит Бона Ильдико Хорват |

### Почетные доктора
Следующие люди были удостоены Почетного звания факультета гуманитарных наук.
- 2017-18: Вальдемар Захарасевич, профессор Венского университета
- 2016-17: Миклош Сабо, заслуженный профессор
- 2016-17: Сюй Линь, директор Совета по языковому образованию в Китае
- 2015-16: Януш К. Козловский, археолог (почетный профессор)
- 2014-15: Марио Варгас Льоса, писатель, лауреат Нобелевской премии
- 2013-14: Роберт Джон Уэстон Эванс, профессор Оксфордского университета
- 2012-13: Доминик Комб, профессор Высшей нормальной школы
- 2012-13: Гарриет Цукерман, профессор Колумбийского университета
- 2012-13: Рейнхард Ольт, корреспондент Frankfurter Allgemeine Zeitung в Будапеште
- 2011-12: Ганс Ульрих Гумбрехт, профессор Стэнфордского университета
- 2010-11: Жак Рубо, современный французский поэт, математик, член Oulipo
- 2010-11: Ferenc Pölöskei, профессор Eötvös Loránd Tudományegyetem
- 2009-10: Хосе Сарамаго, писатель, лауреат Нобелевской премии †
- 2008-09: Жигмонд Ритоук, почетный профессор

## Известные выпускники

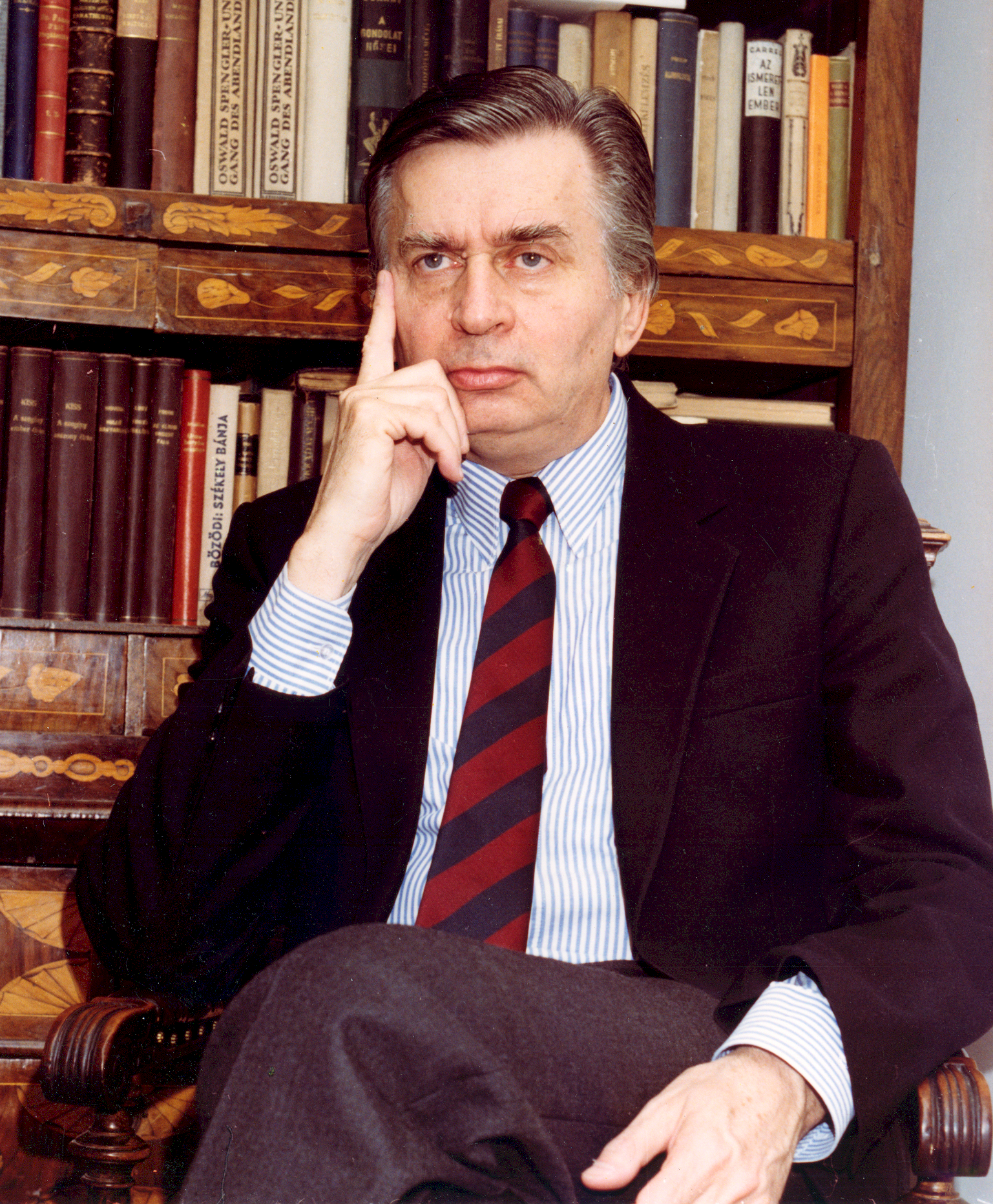
Премьер-министр Венгрии Йожеф Анталл

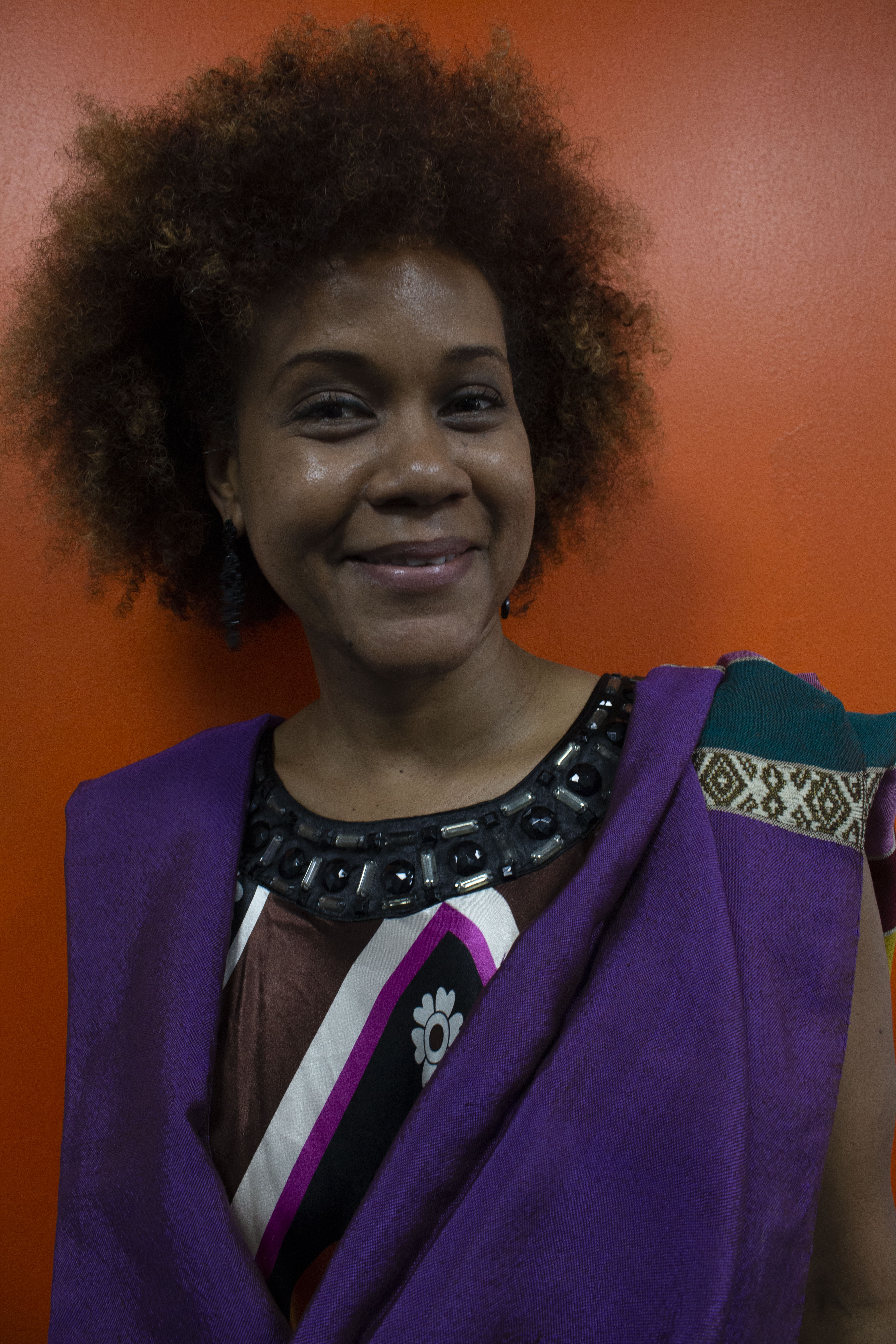
Мария Сарунги Цехай

- Йожеф Анталл, премьер-министр Венгрии, 1990—1993 гг.
- Вильгельм Бахер, еврейский венгерский ученый, раввин, востоковед и лингвист.
- Эржебет Баджари, энтомолог, исследователь ос.
- Жофия Бан, писатель
- Тереза Бенедек, венгерско-американский психоаналитик
- Коломан Бреннер, политик
- Ката Чизер, прикладной лингвист
- Мозес Чома, корейский
- Золтан Дёрньеи, прикладной лингвист
- Ан Ик-тай, корейский композитор-классик
- Питер Эстерхази, писатель
- Эндре Фюлей-Санто, лингвист
- Тибор Франк, историк
- Ласло Гарай, ученый-психолог
- Пал Шиллер Харкаи, философ и психолог
- Агнес Хеллер, философ
- Роза Хоффманн, политик
- Жужанна Якаб, директор Европейского регионального бюро Всемирной организации здравоохранения
- Ласло Какоши, египтолог
- Андраш Кенесси, искусствовед, писатель и журналист
- Карл Кереньи, ученый в области классической филологии, соучредитель современных исследований греческой мифологии .
- Юдит Кормос, прикладной лингвист
- Ласло Меро, психолог-исследователь и автор популярных наук.
- Теодор Мурашану, румынский писатель и педагог
- Адам Надасди, лингвист и поэт
- Рафаэль Патай, венгерско-еврейский этнограф, историк, востоковед и антрополог.
- Агостон Павел, венгерский словенский писатель, поэт, этнолог, лингвист и историк.
- Чаба Плех, психолог
- Мария Шмидт, историк
- Тамаш Сопрони, политик
- Йожеф Сайер, депутат Европарламента (Фидес)
- Стивен Ульманн, лингвист романских языков, исследователь семантики
- Мария Сарунги Цехай, активистка
- Габор Вона, политик
- Шандор Векерле, трехкратный премьер-министр Венгерского королевства

## Библиотека

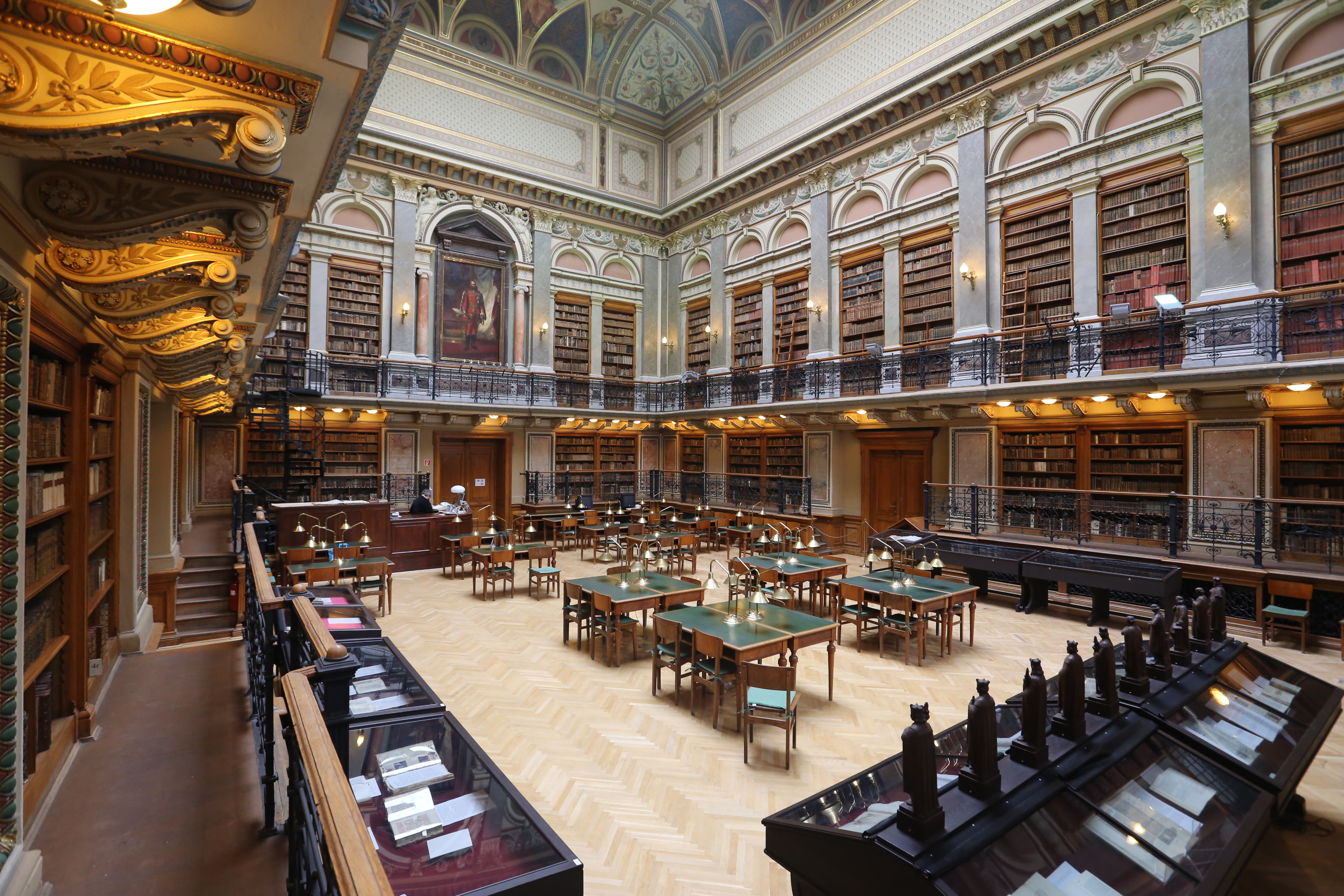
Библиотека гуманитарного факультета

На факультете есть одна основная библиотека и 13 библиотек на институциональном уровне. В Институте романоведения есть библиотеки на уровне департаментов.
- Библиотека Школы английского языка и Америки
- Библиотека Института философии
- Библиотека Института германистики
- Библиотека Института Библиотеки и Информатики
- Институт венгерской литературы и культурологии Библиотека Ференца Тольди
- Библиотека Института венгерской лингвистики и финно-угроведения
- Библиотека Института истории искусств
- Институт этнографии и фольклора
- Библиотека Института древних и классических исследований Харматта Янош
- Библиотека Института археологических наук
- Библиотека Института славяно-балтийской филологии
- Библиотека Института восточноазиатских исследований
- Библиотека Института исторических исследований Szekfű Gyula